# Peter Müller (Rockmusiker)
Peter Müller (* 20. Januar 1967 in Erlangen) alias Peter Kafka oder Peter Pathos ist ein deutscher Musiker.

## Werdegang
Aufgewachsen ist Peter Müller in Erlangen, wo er später Deutsch und Englisch auf Lehramt studiert hat. Als erstes Instrument lernte er Blockflöte, heute spielt er hauptsächlich Saiteninstrumente wie Gitarre, Bouzouki, Mandoline, E-Bass aber auch Keyboard.
Zu Beginn der 1990er Jahre spielte er in der Band X-Rated.
Bekannt geworden ist er als Gitarrist der deutschen Folk-Rock-Band Fiddler’s Green, die er im Jahr 1990 mit gründete. Außerdem arbeitete er als Sänger und Komponist für Fiddler’s Green.
Daneben leitet Peter Pathos das Studio Sonic Slave und veröffentlicht unter diesem Namen Musik.
Am 30. April 2006 spielte Peter Pathos sein letztes Konzert mit Fiddler’s Green, um seine musikalischen Vorstellungen in anderen Bands zu verwirklichen. Später gründete er die Dark-Rock-Band Beloved Enemy. Von 2007 bis 2010 war er Bassist der Band Lacrimas Profundere.
Am 9. Februar 2012 gab die Band Ignis Fatuu bekannt, dass Peter Pathos diese an der Leadgitarre unterstützen wird. Dies dauerte bis 2014 an.
Außerdem produziert er seit 2009 die Songs von und mit Christian Prauschke für die Punk-’n’-Roll-Band Crispy Jones.
Seit 2019 produziert er ebenfalls mit Christian Prauschke Hits für Kinder unter dem Namen Frisbi Jones.
Die ersten Singles wurden bereits veröffentlicht: "Langeweile" und "Warum?"
Auf dem Album ist außerdem eine Kollaboration mit Donikkl und Geraldino zu hören.